# ユニオン・ショップ
ユニオン・ショップ（英: union shop）は、職場において労働者が必ず労働組合に加入しなければならないという制度。

## 概要
採用時までに労働組合加入が義務付けられ、採用後に加入しない、あるいは組合から脱退し、もしくは除名されたら使用者は当該労働者を解雇する義務を負う、という制度。雇い入れ時には組合員資格を問わないという点で、組合員のみの採用を義務付ける「クローズド・ショップ」とは異なる。これに対し、労働組合の加入を労働者の自由意思に任せるのが「オープン・ショップ」である。
ユニオン・ショップはその性格上、使用者と労働組合との癒着が発生しやすく、御用組合を生む原因である、といった指摘もある。

## 協定の有効性
ユニオン・ショップ協定は結社の自由（組合選択の自由、結社に加わらないことの自由）に照らして有効かにつき、一般には有効とされる。その理由として、労働者の団結権は積極的団結権であり、団結しない権利（消極的団結権）に比して優先されると考えられるからである。

## 無効な除名と解雇
組合によって除名され解雇されたが、その除名が無効な場合、その解雇は有効か。学説は3分される。
無効説除名が無効なら解雇も当然無効である。　　
有効説除名と解雇は別の問題とする。
中間説使用者側が除名を無効と知り得るなど、一定の条件下では解雇を無効とする。
判例は学説の多数説でもある無効説である（日本食塩事件、最高裁判所昭和50年4月25日判決）。

## 日本
日本におけるユニオン・ショップの法的根拠は労働組合法7条1号ただし書による。なお公務員については法律でオープン・ショップが規定され、ユニオン・ショップを適用する余地がない（国家公務員法第108条の2、地方公務員法第52条)。
日本では企業別労働組合の形態が一般的であるため、ユニオン・ショップ制も大手企業の労働組合を中心に広く用いられてきた。近年では、非正社員をユニオン・ショップ協定で労組に取り込もうとする動きが、スーパーなど一部の業界で進んでいる。厚生労働省の調査によれば、労働協約を締結している企業のうち約56%がユニオン・ショップ協定を結んでいる
通常はその工場事業場に雇用される労働者の過半数が組織する労働組合との労働協約で定められる。使用者と労働組合との協定をユニオン・ショップ協定と呼ぶ。中には「従業者は組合員であること」のみを定めて解雇規定のない「宣言ユニオン」、脱退者の解雇を使用者の意思に任せる「尻抜けユニオン」になっているものもある。
日本において、東芝の男性従業員が使用者側とユニオン・ショップ協定を結んでいる組合からの脱退を認めるよう求めた訴訟があり、最高裁判所第二小法廷は、2007年2月2日、「脱退の自由という重要な権利を奪い、組合の統制への永続的な服従を強いる合意は、公序良俗に反して無効」との初判断を示した。この裁判は、東芝労組に脱退届けを提出して社外労組に加入した男性が一度は「東芝労組に所属し続けることを義務づける内容」で会社と合意したが、その後改めて東芝労組からの脱退を求めたもので、直接ユニオン・ショップ協定の有効性を問う判例ではないが、後述する様な、社内に他の労組がある場合でなくても、特定の組織に所属し続ける事を強制するのは「公序良俗に反する」とする判断で、今後協定自体の有効性を考える上で影響すると考えられる。
また、ユニオン・ショップ協定に伴う組合脱退者の処遇については、協定を締結していない他の労働組合員には適用されないとされる。つまりユニオン・ショップ協定を締結している組合からの脱退者が、他の労働組合に加入したり、あるいは新規に労働組合を結成した場合、これを解雇することは「民法第90条により無効であり、解雇は解雇権の濫用である。」とする最高裁判決がある。